# Taxilejeunea trichomanoides
Taxilejeunea trichomanoides là một loài Rêu trong họ Lejeuneaceae. Loài này được (Mont. & Nees) Stephani miêu tả khoa học đầu tiên năm 1913.